# Dimos Parga
Dimos Parga (Parga) är en kommun i Grekland.   Den ligger i prefekturen Nomós Prevézis och regionen Epirus, i den västra delen av landet, 300 km nordväst om huvudstaden Aten. Antalet invånare är 12 597.